# Скуреле
Скурѐле (на италиански: Scurelle) е село и община в Северна Италия, автономна провинция Тренто, автономен регион Трентино-Южен Тирол. Разположено е на 375 m надморска височина. Населението на общината е 1432 души (към 2018 г.).